# Brod (kommun)
Kommunen Brod (serbiska: Opština Brod, kyrillisk skrift: Општина Брод) är en kommun i Serbiska republiken i norra Bosnien och Hercegovina. Kommunen hade 16 619 invånare vid folkräkningen år 2013, på en yta av 230,06 km².
Av kommunens befolkning är 69,06 % serber, 19,78 % kroater och 9,08 % bosniaker (2013).